# Origanum
Origanum es un género compuesto por alrededor de 20 especies de hierbas aromáticas de la familia Lamiaceae, oriundo de la región mediterránea y el este de Asia, donde vegeta en suelos secos y exposiciones muy soleadas. En él se incluyen hierbas culinarias como la mejorana y el orégano.

## Descripción
Las especies de este género, al igual que casi todas las de la familia, son hierbas perennes de entre 30 a 60 cm de alto, que se caracterizan por sus tallos cuadrados, hojas ovaladas enfrentadas y flores labiadas, agrupadas en ramilletes terminales de cinco o seis florecillas.
 Estas plantas poseen unas diminutas glándulas, productoras de la esencia, que se localizan en las hojas, el cáliz y la corola.

## Taxonomía
El género fue descrito por Carlos Linneo y publicado en Species Plantarum 2: 588–590. 1753.
Etimología
Origanum: nombre genérico que, según Umberto Quattrocchi, dice: "nombre que proviene del griego clásico, origanon , oreiganon , origanos , oreiganos, posiblemente del griego oros, = "montaña", y ganos = "belleza, brillo, ornamento, deleite".
Otras fuentes relacionan el término con la palabra órgano, por ser una hierba utilizada antaño en el embalsamamiento de cadáveres, así como para condimentar las vísceras de animales que iban a ser incineradas como ofrenda a diversas deidades. 

## Especies aceptadas
A continuación se brinda un listado de las especies del género Origanum aceptadas hasta diciembre de 2014, ordenadas alfabéticamente. Para cada una se indica el nombre binomial seguido del autor, abreviado según las convenciones y usos.	
- Origanum acutidens (Hand.-Mazz.) Ietswaart
- Origanum akhdarense Ietswaart & Boulos
- Origanum amanum Post
- Origanum bargyli Mouterde
- Origanum bilgeri P. H. Davis
- Origanum boissieri Ietswaart
- Origanum brevidens (Bornm.) Dinsm.
- Origanum calcaratum Juss.
- Origanum compactum Bentham
- Origanum cordifolium (Bentham) T. Vogel
- Origanum cyrenaicum Béguinot & Vacc.
- Origanum dayi Post
- Origanum dictamnus L.
- Origanum dubium Boiss.
- Origanum ehrenbergii Boiss.
- Origanum elongatum (Bonnet) Emberger & Maire
- Origanum floribundum Munby
- Origanum glandulosum Desf
- Origanum grosii Pau & Font Quer
- Origanum haussknechtii Boiss.
- Origanum hypericifolium O. Schwarz & P. H. Davis
- Origanum isthmicum Danin
- Origanum kopetdaghense Boriss.
- Origanum laevigatum Boiss.
- Origanum leptocladum Boiss.
- Origanum libanoticum Boiss.
- Origanum lirium Heldr. ex Halácsy
- Origanum majorana L.
- Origanum majoricum Camb.
- Origanum microphyllum (Bentham) T. Vogel
- Origanum minutiflorum O. Schwarz & P. H. Davis
- Origanum munzurense Kit Tan & Sorger
- Origanum onites L.
- Origanum pampaninii (Brullo & Furnari) Ietswaart
- Origanum ramonense Danin
- Origanum rotundifolium Boiss.
- Origanum saccatum P. H. Davis
- Origanum scabrum Boiss. & Heldr.
- Origanum sipyleum L.
- Origanum solymicum P. H. Davis
- Origanum symes Carlström
- Origanum syriacum L.
- Origanum tyttanthum Gontsch.
- Origanum vetteri Briq. & W. Barbey
- Origanum virens Hoffmanns. & Link
- Origanum vogelii Greuter & Burdet
- Origanum vulgare L.